# Diana E. H. Russell
Diana E. H. Russell (Cidade do Cabo, 6 de novembro de 1938 — Oakland, 28 de julho de 2020) foi uma escritora e ativista feminista. Nascida e criada na  Cidade do Cabo, África do Sul, ela se mudou para a Inglaterra em 1957, e depois para os Estados Unidos, em 1961. Nos últimos 25 anos, ela se envolveu em pesquisas sobre a violência sexual cometida contra mulheres e meninas. Escreveu numerosos livros e artigos sobre estupro (incluindo estupro marital), feminicídio, incesto, assassinos misóginos, e pornografia. Por The Secret Trauma, foi co-recipiente do prêmio C. Wright Mills em  1986. Também recebeu o prêmio de Heroína Humanista em 2001 pela American Humanist Association.
Ela foi organizadora do primeiro Tribunal Internacional de Crimes contra Mulheres, em Bruxelas em março de 1976.

## Primeiros anos na África do Sul
Diana E.H. Russell nasceu e foi criada na Cidade do Cabo, África do Sul, a quarta de seis crianças, de pai sul-africano e mãe britânica. Depois de graduar-se na Universidade da Cidade do Cabo, com 19 anos, Russell se mudou para o Reino Unido.

## Educação no Reino Unido e nos Estados Unidos
No Reino Unido, ela fez uma pós-graduação em Ciências Sociais e Administração na London School of Economics and Political Science. Em 1961, ela ganhou o diploma com distinção e também recebeu o prêmio de melhor estudante do curso.[carece de fontes?]
Ela se mudou para os Estados Unidos em 1963, onde foi aceita para um programa de doutorado interdisciplinar na Universidade Harvard. A sua pesquisa concentrou-se na sociologia e no estudo da revolução.[carece de fontes?]

## Lutando contra o apartheid na África do Sul
O foco da pesquisa de Russell provavelmente derivou do seu envolvimento no movimento anti-apartheid na África do Sul. Em 1963, Russell se juntou ao Liberal Party of South Africa, fundado por Alan Paton, autor de Cry the Beloved Country. Enquanto participava de um protesto pacífico na Cidade do Cabo, Russell foi presa com outros membros do partido. Ela chegou à conclusão que estratégias não-violentas eram fúteis contra a brutal violência e repressão do estado policial Afrikaner branco. Assim, ela se juntou ao Movimento de Resistência Africana, um movimento revolucionário secreto contra o apartheid na África do Sul. A principal estratégia do grupo era bombear e sabotar propriedades do governo, e ainda que Russell fosse apenas membro periférico, ela poderia ser presa por 10 anos caso fosse pega.[carece de fontes?]

## Ensinando feminismo
Em 1968, Russell se casou com um psicólogo americano que lecionava na Universidade da California em São Francisco. Subsequentemente, ela começou a lecionar como professora assistente de sociologia na Mills College emOakland, California em 1969. Não apenas ela ofereceu um dos primeiros cursos de estudos das mulheres na faculdade, como também um dos primeiros nos Estados Unidos. Durante 22 anos, ela lecionou no Mills College, onde desenvolveu mais cursos sobre feminismo e levou o feminismo a emergir como um campo de estudo importante dentro da faculdade.

## Pesquisas e publicações sobre estupro e abuso sexual
Estupro e outras formas de exploração sexual e abuso de mulheres são um dos principais focos das pesquisas e escritos de Russell. No seu livro, The Politics of Rape (1975) Russell sugeriu que o estupro era uma demonstração das percepções socialmente definidas de masculinidade ao invés de um comportamento divergente. Seus outros livros sobre o assunto são Rape in Marriage(1982), Sexual Exploitation: Rape, Child Sexual Abuse, and Workplace Harassment (1984). Em 1986, Russell publcou The Secret Trauma: Incest in the Lives of Girls and Women (1986). Foi uma dos primeiros estudos científicos sobre abuso sexual incestuoso a ser publicado. Por isso, ela recebeu o prêmio C.Wright Mills em 1986. Em 1993, ela editou uma antalogia sobre pornografia, Making Violence Sexy: Feminist Views on Pornography. O seu livro de 1994, Against Pornography: The Evidence of Harm que inclui 100 fotos pornográficas, foi um estudo que mostra como a pornografia encoraja homens a estuprar e que leva ao aumento no número de incidentes de estupro.

## Organizando a Primeira Tribuna Internacional sobre Crimes contra as Mulheres
Russell entrou em contato com outras feministas por dois anos e eventualmente teve sucesso em organizar o primeiro Tribunal Internacional de Crimes contra Mulheres em Bruxelas, Bélgica, em 1976. A conferência, que durou quatro dias, na qual mulheres de diferentes países testemunharam sobre as suas experiências pessoais de várias formas de violência e opressões por causa de seu sexo; estiveram presentes 2000 mulheres de 40 países. Pelo segundo dia o evento se dissolveu em um desastre com "ativistas radicais invadindo o palco uma atrás da outra".
Simone de Beauvoir na sua fala introdutória no Tribunal falou: "eu saludo o Tribunal Internacional como o começo da radical descolonização das mulheres." Mais tarde a feminista belga Nicole Van de Ven documentou o evento em um livro, Crimes Against Women: The Proceedings of the International Tribunal (1976).

## Redefinindo e politizando "Femicídio"
Em 1976, Russell redefinizou ‘Femicídio’, como "o assassinato de mulheres por homens, porque elas são mulheres."  Na Tribuna Internacional de Crimes contra Mulheres, ela citou numerosos exemplos de formas letais de violência masculina contra mulheres e meninas de diferentes culturas ao redor do mundo. A intenção de Russel era politizar o termo, e chamar atenção para a misoginia que permeia esses crimes letais contra mulheres, que ela afirma que termos de gênero neutro, como "assassinato" disfarçam. Russell, que não entende porque o pouco retorno de grupos feministas nos Estados Unidos para o termo "femicídio" ainda milita pelo uso to termo em grupos de mulheres nos Estados Unidos e pelo mundo. Ela explica que para lidar com esses crimes extremos contra mulheres, é necessário reconhecer que como crimes de ódio baseados em "raça", "femicídios são [também] crimes de ódio letais", e que a maioria dos assassinatos de mulheres por homens são "manifestações extremas de dominância masculina e sexismo."
O movimento feminista em muitos países na América Latina, como o México, Guatemala, Costa Rica, Chile, El Salvador e Brasil, entre outros, adotou o uso do termo politizado de Russel "femicídio" e tem usado socialmente, politicamente e legalmente para se referir a violência letal contra mulheres em seus respectivos países. Em 1992, ela co-editou uma antologia, Femicide: The Politics of Woman Killing.

## Morte
Morreu no dia 28 de julho de 2020 em Oakland, aos 81 anos.

## Publicações

### Livros
- Russell, Diana E.H. (1974). The politics of rape: the victim's perspective. New York: Stein and Day.
- Russell, Diana E.H. (1975). Rebellion, revolution and armed force: comparative study of fifteen countries with special emphasis on Cuba and South Africa. New York: Academic Press.
- Russell, Diana E.H.; van de Ven, Nicole (1976). Crimes against women: international tribunal proceedings. Millbrae, California: Les-Femmes Publishing. Conference proceedings.
- Russell, Diana E.H.; Star, Susan; Linden, Robin Ruth; Pagano, Darlene R. (1982). Against sadomasochism: a radical feminist analysis. East Palo Alto, California: Frog in the Well.
- Russell, Diana E.H. (1984). Sexual exploitation: rape, child sexual abuse, and workplace harassment. Beverly Hills, California: Sage.
- Russell, Diana E.H. (1986). The secret trauma: incest in the lives of girls and women. New York: Basic Books.
- Russell, Diana E.H. (1989). Exposing nuclear phallacies. New York: Pergamon Press.
- Russell, Diana E.H. (1989). Lives of courage: women for a New South Africa. New York: Basic Books.
- Russell, Diana E.H. (1990). Rape in marriage. Bloomington, Indiana: Indiana University Press.
- Russell, Diana E.H.; Radford, Jill (1992). Femicide: the politics of woman killing. New York Toronto: Twayne Publishers.
- Russell, Diana E.H. (September 1993). Against pornography: the evidence of harm. Berkeley, California: Russell Publishing.
- Russell, Diana E.H. (December 1993). Making violence sexy: feminist views on pornography. Buckingham: Open University Press.
- Russell, Diana E.H. (1997). Behind closed doors in White South Africa: incest survivors tell their stories. Jo Campling (consulting editor). New York: St Martin's Press.
- Russell, Diana E.H. (1998). Dangerous relationships: pornography, misogyny and rape. Thousand Oaks, California: Sage.
- Russell, Diana E.H.; Bolen, Rebecca M. (2000). The epidemic of rape and child sexual abuse in the United States. Thousand Oaks, California: Sage.
- Russell, Diana E.H.; Harmes, Roberta A. (2001). Femicide in global perspective. New York: Teachers College Press.

### Capítulos em livros
- Russell, Diana E.H. (1983), «Research on how women experience the impact of pornography», Pornography and censorship, ISBN 9780879751821, Buffalo, New York: Prometheus Books.
- Russell, Diana E.H. (1992), «Nikki Craft: Inspiring protest: Introduction», Femicide: the politics of woman killing, ISBN 9780805790283, New York Toronto: Twayne Publishers, pp. 325-327. Pdf.

Ver também:
"The incredible case of the Stack o' Wheat prints" by Nikki Craft pp. 327-331.
"The evidence of pain" by D. A. Clarke pp. 331-336.
"The rampage against Penthouse" by Melissa Farley pp. 339-345.
- Russell, Diana E.H. (2002), «Pornography causes violence», in:  Cothran, Helen, Pornography, ISBN 9780737707601, Opposing Viewpoints series, San Diego, California: Greenhaven Press, pp. 48-51, OCLC 45698745. Series editors: Mary E. Odom and Jody Clay-Warner.
- Russell, Diana E.H. (2011), «Russell's theory: exposure to child pornography as a cause of child sexual victimization», Big Porn Inc.: exposing the harms of the global pornography industry, ISBN 9781876756895, North Melbourne, Victoria: Spinifex Press, pp. 181–194.